# Démographie de l'Allemagne

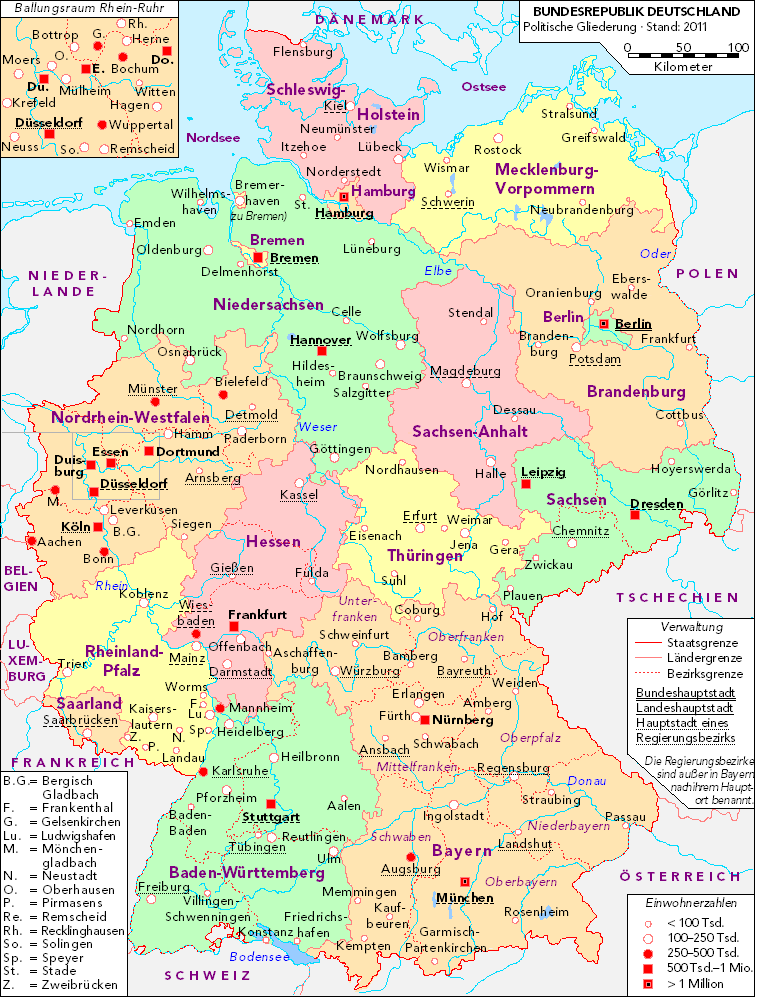
Carte de l'Allemagne.

La démographie de l'Allemagne est l'ensemble des données et études concernant la population de l'Allemagne à toutes les époques. Ces données sont notamment calculées par Destatis (Statistisches Bundesamt — Institut statistique fédéral).
Au 31 décembre 2023, l'Allemagne comptait environ 83 860 000 d'habitants. C'est le solde migratoire positif de 200 000 personnes qui est, depuis 1972, le principal facteur de la dynamique démographique. Ce niveau de population est un record dans l'histoire du pays. Depuis la fin des années 1960, la République Fédérale est caractérisée par une dénatalité chronique et un vieillissement accéléré ; sans l’apport de nombreux immigrés, le pays se dépeuplerait depuis des décennies.
Ces données peuvent contenir des imprécisions, le chiffre de 82,7 millions de personnes se disputant à celui de 84,1 millions.

## Répartition de la population
La population est répartie de façon très diversifiée. En mai 2011, la ville de Berlin comptait 3 471 756 habitants. Dans les régions industrielles, le long du Rhin et dans la Ruhr, les villes se touchent sans délimitations distinctes. Ici vivent plus de 29 millions de personnes en 2006. Dans ces régions, de grandes concentrations urbaines se sont formées comme Essen, Cologne, Düsseldorf, Dortmund, Francfort ou Mannheim. À côté de ces régions fortement peuplées, s’en trouvent d’autres très faiblement peuplées comme les paysages de landes et de marais dans les plaines du Nord, la région de l’Eifel, des Alpes bavaroises, le petit Palatinat, la Marche de Brandebourg et la Mecklembourg-Poméranie-Occidentale.
L'Ouest de l'Allemagne est beaucoup plus peuplé que les cinq nouveaux Länder de l’Est. En Rhénanie-du-Nord-Westphalie vit plus d'un cinquième de la population sur 10 % de la superficie du pays.
Presque un habitant sur trois vit dans une des 85 villes de plus de 100 000 habitants, soit environ 26 000 000 d'individus. Mais la majorité vit dans les villages et les petites villes : plus de sept millions vivent dans des communes qui ne dépassent pas 2 000 habitants. 46 000 000 vivent dans des communes comprises entre 54 000 et 100 000 habitants.
La population a commencé à diminuer en 1972. Depuis 1990, elle a eu tendance à remonter légèrement dans les anciens Länder de l'ouest, sous l'effet d'une importante immigration. Avec moins de neuf naissances pour mille habitants depuis 2001, l’Allemagne se situe parmi les pays au taux de natalité le plus faible.
En 2011, les autorités ont procédé au premier recensement depuis la réunification qui a établi une population d'un peu plus de 80 millions d'habitants.
| Land                               | Chef-lieu  | Superficie (km2) | Population (mai 2011) | Densité (hab/km2) |
| ---------------------------------- | ---------- | ---------------- | --------------------- | ----------------- |
| Bade-Wurtemberg                    | Stuttgart  | 35 752           | 10 486 660            | 300               |
| Bavière                            | Munich     | 70 552           | 12 397 614            | 177               |
| Berlin                             |            | 892              | 3 292 365             | 3 806             |
| Brandebourg                        | Potsdam    | 29 479           | 2 455 780             | 87                |
| Brême                              | Brême      | 404              | 650 863               | 1 641             |
| Hambourg                           |            | 755              | 1 706 696             | 2 309             |
| Hesse                              | Wiesbaden  | 21 115           | 5 971 816             | 289               |
| Mecklembourg-Poméranie-Occidentale | Schwerin   | 23 180           | 1 609 982             | 74                |
| Basse-Saxe                         | Hanovre    | 47 624           | 7 777 992             | 168               |
| Rhénanie-du-Nord-Westphalie        | Düsseldorf | 34 085           | 17 538 251            | 530               |
| Rhénanie-Palatinat                 | Mayence    | 19 853           | 3 989 808             | 204               |
| Sarre                              | Sarrebruck | 2 569            | 999 623               | 409               |
| Saxe                               | Dresde     | 18 416           | 4 056 799             | 232               |
| Saxe-Anhalt                        | Magdebourg | 20 446           | 2 287 040             | 121               |
| Schleswig-Holstein                 | Kiel       | 15 799           | 3 800 119             | 179               |
| Thuringe                           | Erfurt     | 16 172           | 2 188 589             | 144               |
|                                    |            | 357 093          | 80 219 695            | 225               |

### Villes avec plus de100 000 habitants
90 % de la population vit en ville. Cependant, il n'existe pas de métropole écrasant l'espace allemand comme le font Paris et Londres pour leur territoire national. Il y a 81 villes avec plus de 100 000 habitants en Allemagne. Voici une liste de ces villes, classée par nombre d'habitants :

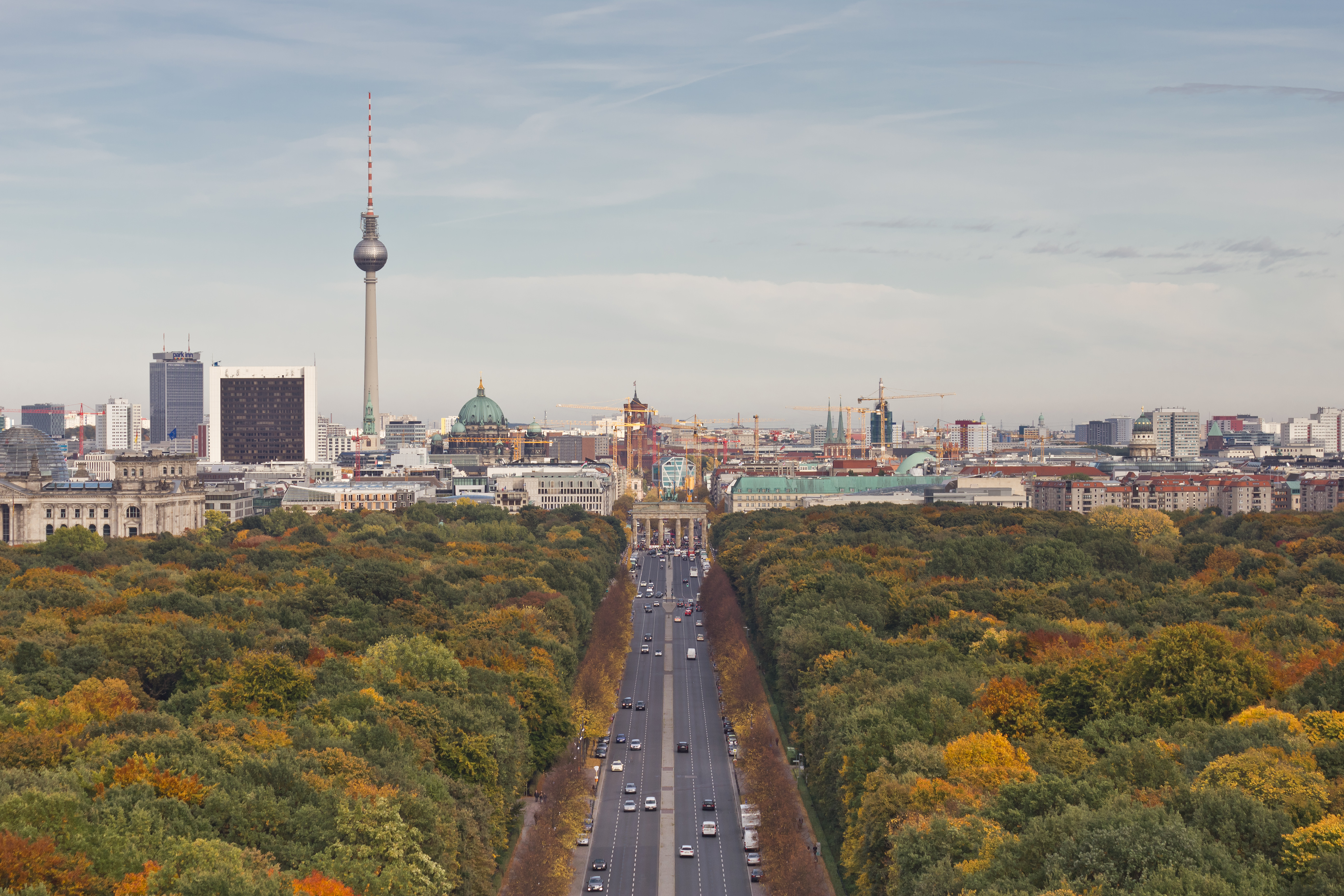
Berlin
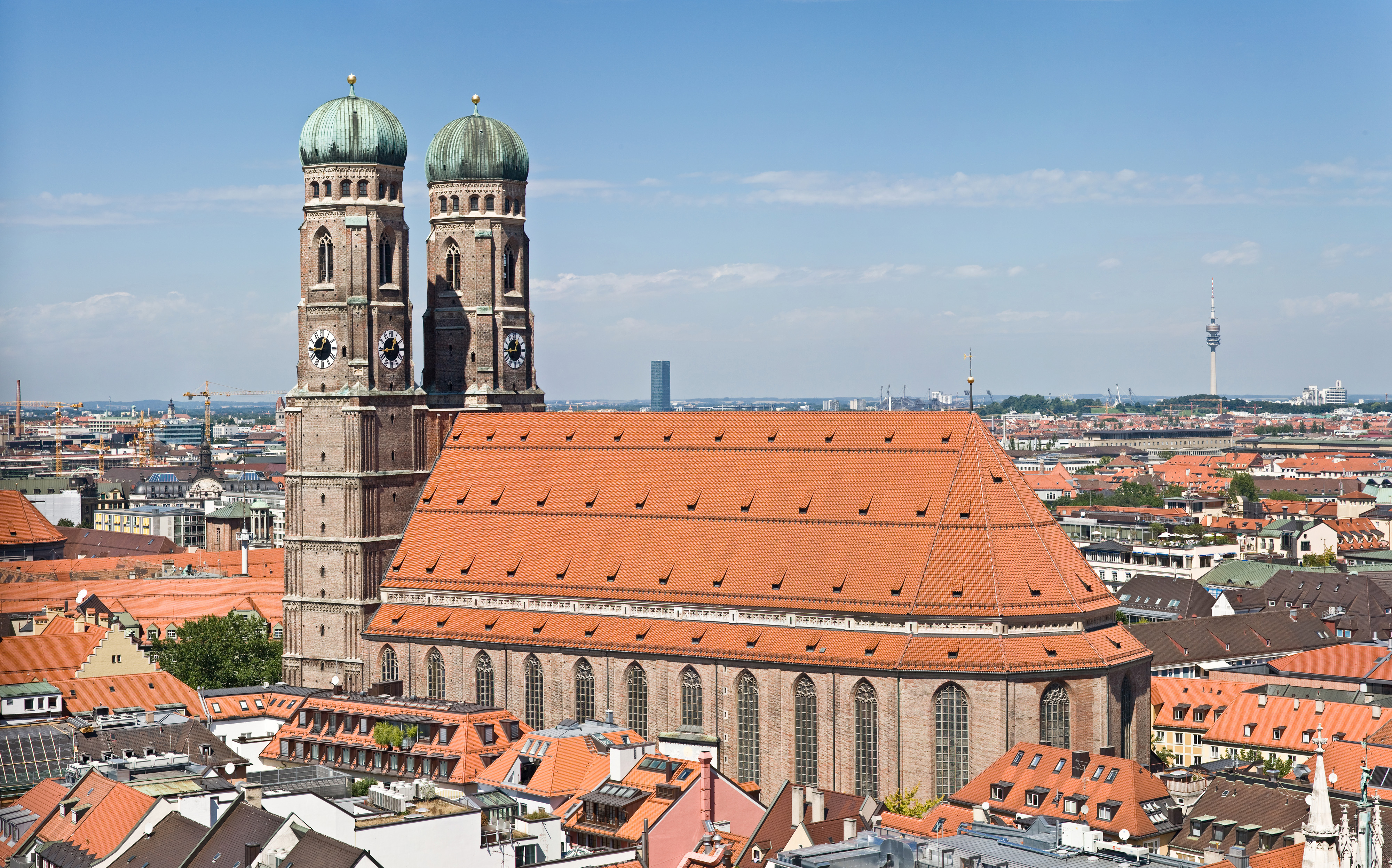
Munich
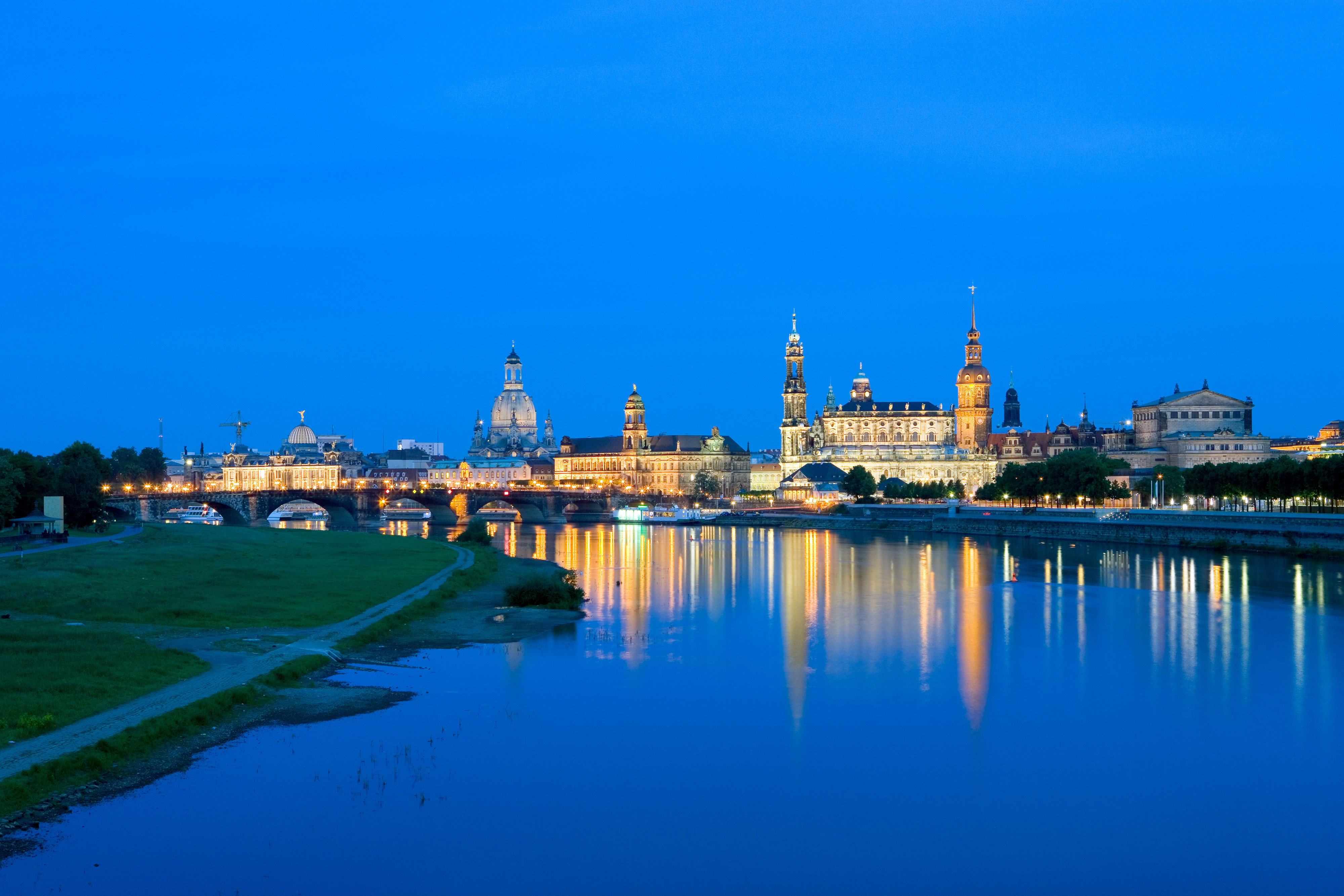
Dresde

- 4 villes avec plus de 1 000 000 hab. : Berlin, Hambourg, Munich, Cologne
- 14 villes avec plus de 500 000 hab. : Francfort-sur-le-Main, Stuttgart, Düsseldorf, Dortmund, Essen, Brême, Hanovre, Leipzig, Dresde, Nuremberg
- 20 villes avec plus de 300 000 hab. : Duisbourg, Bochum, Wuppertal, Bielefeld, Bonn, Mannheim
- 38 villes avec plus de 200 000 hab. : Karlsruhe, Wiesbaden, Münster, Augsbourg, Gelsenkirchen, Aix-la-Chapelle, Mönchengladbach, Brunswick, Chemnitz, Kiel, Krefeld, Halle, Magdebourg, Fribourg-en-Brisgau, Oberhausen, Lübeck, Erfurt, Rostock
- 49 villes avec plus de 150 000 hab. : Mayence, Cassel, Hagen, Hamm, Sarrebruck, Mülheim, Herne, Ludwigshafen, Osnabrück, Solingen, Leverkusen
- 81 villes avec plus de 100 000 hab. : Oldenbourg, Potsdam, Neuss, Heidelberg, Paderborn, Darmstadt, Ratisbonne, Wurtzbourg, Ingolstadt, Heilbronn, Ulm, Göttingen, Wolfsburg, Recklinghausen, Pforzheim, Offenbach-sur-le-Main, Bottrop, Bremerhaven, Fürth, Remscheid, Reutlingen, Moers, Coblence, Bergisch Gladbach, Erlangen, Trèves, Salzgitter, Siegen, Iéna, Hildesheim, Cottbus, Gera

| #  | Ville                             | Aire urbaine | Commune   |
| -- | --------------------------------- | ------------ | --------- |
| 1  | Ruhr (Essen, Dortmund, Duisbourg) | 5 302 179    | -         |
| 2  | Berlin                            | 4 971 331    | 3 439 132 |
| 3  | Hambourg                          | 3 134 620    | 1 755 333 |
| 4  | Stuttgart                         | 2 663 660    | 600 068   |
| 5  | Munich                            | 2 531 706    | 1 326 806 |
| 6  | Francfort                         | 2 517 561    | 667 330   |
| 7  | Cologne                           | 1 873 580    | 1 000 660 |
| 8  | Düsseldorf                        | 1 525 029    | 584 217   |
| 9  | Bielefeld                         | 1 297 876    | 323 615   |
| 10 | Hanovre                           | 1 294 447    | 519 619   |
| 11 | Nuremberg                         | 1 288 797    | 503 638   |
| 12 | Brême                             | 1 249 291    | 547 360   |

## Évolution démographique de la population de l'Allemagne
| Année | Population        |
| ----- | ----------------- |
| 1618  | (env. 20 000 000) |
| 1648  | (env. 12 000 000) |
| 1700  | 19 608 000        |
| 1725  | 20 109 000        |
| 1750  | 20 616 000        |
| 1775  | 21 145 000        |
| 1800  | 21 715 000        |
| 1825  | 26 514 000        |
| 1850  | 35 397 000        |
| 1875  | 42 537 000        |

NB : ces chiffres, qui représentent quatre siècles d'évolution de la population allemande, sont à mettre en perspective avec les importantes modifications territoriales qu'a connues le territoire allemand au cours de son histoire.

### Population en Allemagne de l'Ouest puis dans l'Allemagne réunifiée
| Année | Situation            | Population totale | Étrangers  |
| ----- | -------------------- | ----------------- | ---------- |
| 1970  | Allemagne de l'Ouest | 56 174 800        | 2 600 600  |
| 1975  | Allemagne de l'Ouest | 61 644 600        | 4 089 600  |
| 1989  | Allemagne de l'Ouest | 62 679 000        | 4 845 900  |
| 2019  | Allemagne            | 83 166 711        | 11 228 300 |

### Population en Allemagne depuis la réunification
|           | 1990   | 1991   | 1992   | 1993   | 1994   | 1995   | 1996   | 1997   | 1998   | 1999   |
| --------- | ------ | ------ | ------ | ------ | ------ | ------ | ------ | ------ | ------ | ------ |
| Allemands | 74 171 | 74 208 | 74 305 | 74 361 | 74 421 | 74 475 | 74 521 | 75 638 | 74 729 | 74 827 |
| Etrangers | 5 582  | 6 067  | 6 670  | 6 977  | 7 118  | 7 343  | 7 492  | 7 419  | 7 308  | 7 336  |
| Total     | 79 753 | 80 275 | 80 975 | 81 338 | 81 539 | 81 818 | 82 013 | 82 057 | 82 037 | 82 163 |
|           | 2000   | 2001   | 2002   | 2003   | 2004   | 2005   | 2006   | 2007   | 2008   | 2009   |
| Allemands | 74 992 | 75 122 | 75 189 | 75 190 | 75 213 | 75 149 | 75 059 | 74 962 | 74 816 | 74 671 |
| Etrangers | 7 268  | 7 318  | 7 348  | 7 342  | 7 288  | 7 289  | 7 256  | 7 255  | 7 186  | 7 131  |
| Total     | 82 260 | 82 440 | 82 537 | 82 532 | 82 501 | 82 438 | 82 315 | 82 217 | 82 002 | 81 802 |
|           | 2010   | 2011*  | 2012   | 2013   | 2014   | 2015   | 2016   | 2017   | 2018   | 2019   |
| Allemands | 74 553 | 73 986 | 73 880 | 73 752 | 73 658 | 73 524 | 73 302 | 73 113 | 72 930 | 72 783 |
| Etrangers | 7 199  | 6 342  | 6 644  | 7 015  | 7 540  | 8 652  | 9 220  | 9 679  | 10 089 | 10 404 |
| Total     | 81 752 | 80 328 | 80 524 | 80 767 | 81 198 | 82 176 | 82 522 | 82 792 | 83 019 | 83 187 |

- Changement de série à partir de 2011 (population basée sur le seul recensement de 2011)

## Mouvement naturel de la population, fécondité et vieillissement

Graphique des naissances et des décès de 1950 à 2020. Les naissances (en vert) montrent nettement deux périodes de décrochage. La première spectaculaire (de 1968 à 1975) témoigne de l'effondrement de la fécondité. La seconde, après 1997, résulte du tarissement du nombre de femmes en âge d'avoir des enfants, avec maintien d'une très faible fécondité (passage à la deuxième génération de très basse fécondité).
Entre les deux, une baisse assez importante se produit de 1990 à 1995, liée à l'absorption de l'ancienne Allemagne de l'Est qui s'aligne rapidement sur la très basse fécondité ouest-allemande.

Après la Première Guerre mondiale, la natalité diminue très rapidement. Le taux de natalité augmentera par la suite, passant de 14,7 naissances pour 1 000 en 1933 à 20,4 en 1939.
Après la Seconde Guerre mondiale, la natalité baisse à nouveau et le baby-boom a lieu à partir de 1952 bien après l'ensemble des pays occidentaux et se termine vite, 17 ans plus tard, vers 1969.
Il faut apporter une précision importante concernant la population allemande après la Première Guerre mondiale : en plus de la terrible saignée qu'ont représentée quatre ans de combat dans les tranchées, les Allemands ont été particulièrement touchés par l'épidémie de grippe espagnole qui a ravagé toute l'Europe, spécialement l'Europe Centrale. En effet, en plus de la guerre, l'Europe Centrale a subi le blocus particulièrement hermétique imposé par la France et la Grande-Bretagne. En particulier, l'Allemagne ne pouvait plus importer de produits alimentaires, ce qui a affecté la population, surtout les personnes âgées et les enfants, qui sont morts en grand nombre en 1918 et en 1919. L'agriculture allemande, déjà insuffisante avant 1914, était bien incapable de nourrir la population puisqu'en plus, des millions de paysans combattaient dans les tranchées. Donc pour les Allemands, les années 1918 et 1919 ont été terribles, d'où les rancœurs exploitées habilement par les nazis entre les deux guerres et la diffusion du concept de Lebensraum.
La république fédérale d'Allemagne est l'un des premiers pays au monde à avoir été touché par l'effondrement démographique contemporain, c'est le premier pays d'Europe à connaître une chute massive de la fécondité de sa population. Dès 1970 en effet, le taux de fécondité de 2,03 enfants par femme (contre 2,21 en 1969) passe sous la barre des 2,10 enfants par femme, généralement considéré comme nécessaire pour assurer le simple remplacement des générations. Dans les décennies suivantes, la chute s'est aggravée et la dénatalité est devenue chronique et structurelle. Parallèlement, le chiffre des naissances a diminué dans la même mesure. Dès 1975, le taux de fécondité est à 1,48 enfant par femme. À la fin des années 1990, l'Allemagne doit faire face à une nouvelle glissade de sa natalité. De plus, de 900 000 naissances en 1990, on tombe pour la première fois sous les 700 000 en 2005, et ce malgré une immigration importante tout au long de la période.
En 2000, l'Allemagne passe à la 3e place des pays européens en nombre de naissances totales après avoir été dépassée par la France et à la 4e place en 2004 après avoir été dépassée par le Royaume-Uni.
En 2005, une nouvelle chute est due au faible nombre de mères susceptibles de procréer, car les femmes de 20  à   40 ans sont désormais nées dans la première phase de la dénatalité (1965-1985) et sont donc beaucoup moins nombreuses.
Toutefois dans un rapport du 27 juillet 2017, l'office officiel des statistiques Destatis confirme un arrêt de la dénatalité en Allemagne, sans parler d'une reprise significative de la fécondité, cette étude met en lumière un arrêt de la dénatalité y compris chez les femmes diplômées. Le déclin inexorable des naissances selon ce rapport était moins évident que par le passé.
Le taux de fécondité est remonté à 1,59 en 2016 contre 1,39 en 2010.

### Effondrement du taux de fécondité et recul de l'âge de la maternité
Depuis la fin des années 1960, le taux de fécondité n'a cessé de reculer en Allemagne, un des facteurs est notamment l'âge moyen de la première maternité, l'âge moyen de la mère lors de la conception du premier enfant était de 30,2 ans en 2020.
Une autre des raisons de cette faible fécondité réside dans la difficulté pour les femmes à concilier vie familiale et vie professionnelle. L'habitude voulait que les mères restent à la maison et n'aient pas recours à une aide extérieure sous peine d'être traitée de « mère corbeau ». Pendant longtemps, la RFA a été réticente à toute politique incitative qui lui rappelait fâcheusement l'époque nazie ou communiste de la RDA.

### Historique des naissances, des décès, et du solde naturel
La dénatalité persistante en Allemagne a pour conséquence de voir les décès l'emporter très nettement sur les naissances. Depuis plusieurs années, le solde naturel est négatif d'environ 200 000 personnes, et sauf retournement de situation, le différentiel entre décès et naissances va s'accroitre dans le futur. Sans apport migratoire, la République Fédérale se dépeuplerait depuis 1972, sans tenir compte bien sûr de la réunification du 3 octobre 1990 qui a offert à l'Allemagne 16 millions d'habitants supplémentaires.  
| Année | Naissances | Taux de natalité | Taux de fécondité | Décès   | Taux de mortalité | Solde naturel |
| ----- | ---------- | ---------------- | ----------------- | ------- | ----------------- | ------------- |
| 1950  | 1 116 701  | 16,0             | 2,10              | 748 329 | 11,0              | + 368 372     |
| 1955  | 1 113 408  | 15,8             | 2,18              | 795 938 | 11,3              | + 317 470     |
| 1960  | 1 261 614  | 17,3             | 2,37              | 876 721 | 12,0              | + 384 893     |
| 1965  | 1 325 386  | 17,4             | 2,50              | 907 882 | 11,9              | + 417 504     |
| 1970  | 1 047 737  | 13,4             | 2,03              | 975 664 | 12,4              | + 72 073      |
| 1975  | 782 310    | 9,9              | 1,48              | 989 649 | 12,5              | - 207 339     |
| 1980  | 865 789    | 11,0             | 1,56              | 952 371 | 12,1              | - 86 582      |
| 1985  | 813 803    | 10,4             | 1,37              | 929 649 | 11,9              | - 115 845     |
| 1990  | 905 675    | 11,4             | 1,45              | 921 445 | 11,6              | - 15 770      |
| 1995  | 765 221    | 9,3              | 1,25              | 884 588 | 10,8              | - 119 367     |
| 2000  | 766 999    | 9,3              | 1,38              | 838 797 | 10,2              | - 71 798      |
| 2005  | 685 795    | 8,3              | 1,34              | 830 227 | 10,1              | - 114 432     |
| 2010  | 677 947    | 8,3              | 1,39              | 858 768 | 10,5              | - 180 821     |
| 2015  | 737 630    | 9,0              | 1,50              | 925 239 | 11,3              | - 187 609     |
| 2020  | 773 144    | 9,3              | 1,53              | 985 572 | 11,8              | - 212 428     |

Le graphique qui aurait dû être présenté ici ne peut pas être affiché car il utilise l'ancienne extension Graph, désactivée pour des questions de sécurité. Des indications pour créer un nouveau graphique avec la nouvelle extension Chart sont disponibles ici.

### Un vieillissement par le bas de la population allemande
Le vieillissement est une conséquence de la transition démographique. Jusqu’à présent, il a surtout touché les pays du Nord, dont la fécondité et la mortalité ont beaucoup baissé, mais il commence à toucher les pays du Sud et devrait être l’un des grands changements sociaux de l’humanité au cours du XXIe siècle.
Le vieillissement peut être l’effet d’une augmentation du nombre de personnes âgées (vieillissement par le sommet de la pyramide des âges), conséquence d’une baisse de la mortalité et de l’allongement de la durée de vie moyenne, mais en Allemagne le vieillissement est dû à un déficit de jeunes (vieillissement par la base). Dans le futur, selon toutes les projections, la part des jeunes va diminuer et celle des personnes âgées augmenter.
La dernière projection réalisée en 2019 par l'office allemand des statistiques Destatis permet de visualiser une certaine tendance pour l'avenir.
Voici si dessous trois projections différentes réalisées par Destatis selon les paramètres suivants.
- Espérance de vie : 84,4 ans pour les hommes et 88,1 ans pour les femmes.
- Taux de fécondité : 1,55 enfant par femme.
- Solde migratoire : + 147 000 personnes par an.

Les chiffres de la population sont exprimés en millions.
| 2020              | 2030              | 2040              | 2050              | 2060              |
| Population totale | Population totale | Population totale | Population totale | Population totale |
| ----------------- | ----------------- | ----------------- | ----------------- | ----------------- |
| 83,4              | 83,1              | 80,7              | 77,6              | 74,4              |
| moins de 20 ans   | moins de 20 ans   | moins de 20 ans   | moins de 20 ans   | moins de 20 ans   |
| 15,3              | 15,6              | 14,6              | 13,4              | 13,3              |
| 18,4 %            | 18,8 %            | 18,1%             | 17,3 %            | 17,9%             |
| 20 à 67 ans       | 20 à 67 ans       | 20 à 67 ans       | 20 à 67 ans       | 20 à 67 ans       |
| 51,8              | 48,4              | 44,8              | 43,2              | 40,0              |
| 62,1 %            | 58,2 %            | 55,5 %            | 55,7 %            | 53,8 %            |
| plus de 67 ans    | plus de 67 ans    | plus de 67 ans    | plus de 67 ans    | plus de 67 ans    |
| 16,2              | 19                | 21,4              | 21                | 21                |
| 19,4 %            | 22,9 %            | 26,5%             | 27 %              | 28,2 %            |

- Espérance de vie : 84,4 ans pour les hommes et 88,1 ans pour les femmes.
- Taux de fécondité : 1,55 enfant par femme.
- Solde migratoire : + 221 000 personnes par an.

Les chiffres de la population sont exprimés en millions.
| 2020              | 2030              | 2040              | 2050              | 2060              |
| Population totale | Population totale | Population totale | Population totale | Population totale |
| ----------------- | ----------------- | ----------------- | ----------------- | ----------------- |
| 83,4              | 83,3              | 82,1              | 80,2              | 78,2              |
| moins de 20 ans   | moins de 20 ans   | moins de 20 ans   | moins de 20 ans   | moins de 20 ans   |
| 15,3              | 15,7              | 14,9              | 14,1              | 14,1              |
| 18,3 %            | 18,8 %            | 18,1%             | 17,6%             | 18%               |
| 20 à 67 ans       | 20 à 67 ans       | 20 à 67 ans       | 20 à 67 ans       | 20 à 67 ans       |
| 51,8              | 48,6              | 45,8              | 45,0              | 42,7              |
| 62,1%             | 58,3%             | 55,8%             | 56,1%             | 54,6%             |
| plus de 67 ans    | plus de 67 ans    | plus de 67 ans    | plus de 67 ans    | plus de 67 ans    |
| 16,2              | 19                | 21,4              | 21,1              | 21,4              |
| 19,4%             | 22,8%             | 26%               | 26,3%             | 27,4%             |

- Espérance de vie : 84,4 ans pour les hommes et 88,1 ans pour les femmes.
- Taux de fécondité : 1,55 enfant par femme.
- Solde migratoire : + 311 000 personnes par an.

Les chiffres de la population sont exprimés en millions.
| 2020              | 2030              | 2040              | 2050              | 2060              |
| Population totale | Population totale | Population totale | Population totale | Population totale |
| ----------------- | ----------------- | ----------------- | ----------------- | ----------------- |
| 83,4              | 84,3              | 84,2              | 83,6              | 83,0              |
| moins de 20 ans   | moins de 20 ans   | moins de 20 ans   | moins de 20 ans   | moins de 20 ans   |
| 15,4              | 16,2              | 15,6              | 15,1              | 15,4              |
| 18,5%             | 19,2 %            | 18,5%             | 18%               | 18,6%             |
| 20 à 67 ans       | 20 à 67 ans       | 20 à 67 ans       | 20 à 67 ans       | 20 à 67 ans       |
| 51,8              | 49,2              | 47,3              | 47,4              | 46,0              |
| 62,1%             | 58,4%             | 56,2%             | 56,7%             | 55,4%             |
| plus de 67 ans    | plus de 67 ans    | plus de 67 ans    | plus de 67 ans    | plus de 67 ans    |
| 16,2              | 19                | 21,4              | 21,1              | 21,6              |
| 19,4%             | 22,5%             | 25,4%             | 25,2%             | 26%               |

Dans les trois projections, nous pouvons constater une baisse du nombre des individus âgés de moins de 20 ans et de 20 à 67 ans, dans ces trois scénarios, ce sont les plus de 67 ans qui voient leur nombre augmenter. Le vieillissement de la population semble inévitable, le niveau de population totale du pays avec un taux de fécondité de 1,55 enfants par femme dépendra surtout de l'immigration.

### Avantages économiques du vieillissement durant la deuxième moitié des années 2000 et la première moitié des années 2010
Le vieillissement de la population et son léger recul au début du XXIe siècle a été un avantage durant la deuxième moitié des années 2000 et la première moitié des années 2010 par rapport à d'autres pays européens, et notamment la France. En effet ayant proportionnellement moins de jeunes et une population en âge de travailler (entre 15 et 64 ans) ayant reculé de 1,7 million de personnes, ceci peut expliquer en partie le faible chômage dans la population active car il y a moins de personnes à intégrer sur le marché du travail. Cela représente aussi un coût réduit pour les entreprises et les ménages notamment pour le logement, l'Allemagne n'ayant pas eu de bulle immobilière, ce qui a permis une modération salariale et une meilleure compétitivité pour les entreprises allemandes.
Cet argument est utilisé par certains économistes pour expliquer le faible taux de chômage en Allemagne, un facteur qui serait plus déterminant que les dites réformes sociale ou du travail réalisées à partir de la fin des années 1990 par Gerhard Schröder (agenda 2010).

### Risques économiques et macro-économiques d'une implosion démographique allemande
Sans remontée significative de la natalité ou d'une immigration de personnes qualifiées, les entreprises allemandes auront au fil des années de plus en plus de mal à remplacer la classe dite des baby boomers par des jeunes gens en nombre suffisant, notamment dans l'industrie. Cela risque d'handicaper fortement le potentiel de croissance du pays et de rendre de moins en moins soutenable le poids de la dette. Une population de plus en plus vieillissante, où la proportion des actifs diminue, handicape en théorie la création de richesse et met en danger le système des retraites.
Il existe également un risque sur la dette de l'État allemand. Le pays arrive depuis les années 2010 à emprunter à des taux très avantageux pour financer son économie, il est probable qu'à l'avenir l'État allemand devienne du fait de sa démographie un emprunteur moins sûr aux yeux des créanciers.

## Politique familiale depuis 2007

### Une politique familiale devenue explicitement nataliste et moderniste depuis 2007
La nouvelle politique familiale de Ursula von der Leyen est un changement de paradigme puisqu'elle incite les femmes à une reprise rapide de leur activité professionnelle et tend à l'extension de la prise en charge des enfants par des structures extérieure à la famille. Une modernisation qui s'adapte au changement sociétal en essayant notamment de ne pas obliger les mères à devoir interrompre leur activité professionnelle après la naissance d'un enfant. Cette nouvelle politique porte en exemple le modèle du couple biactif. 
Les entreprises également inquiètes du vieillissement et du déclin démographique soutiennent en majorité l'augmentation des structures d'accueil pour la prise en charge des enfants en âge préscolaire. Début 2018, la ministre de la famille Franziska Giffey envisage de rendre l'école maternelle obligatoire dès 3 ans afin de développer encore la prise en charge par l'état de la garde des enfants. Ce serait en partie la remontée de la fécondité depuis 2014-2016 qui encourageraient les autorités à aller plus loin dans les structures d'accueils pour les enfants en bas âge.

### Inflexions récentes de la politique familiale
La coalition CDU-SPD a pris une série de mesures, sous la houlette de la ministre de la famille, des personnes âgées, des femmes et de la jeunesse, Ursula von der Leyen qui bouleverse la politique familiale.
En 2007, un salaire parental a été créé. Il vient s'ajouter aux allocations familiales. Le parent qui arrête son travail pendant un an touche une allocation représentant 67 % du salaire perdu, avec un plafond de 1 800 euros et un minimum de 300 euros. La ministre a décidé la construction de 500 000 places de crèches d'ici à 2013 pour les enfants de 1  à   3 ans. À ce moment-là, seuls 5 % à 9 % des besoins des Länder de l'Ouest sont couverts. L'aménagement du temps de travail, indispensable au développement de toute politique familiale, commence à entrer dans les négociations collectives.
Entre 1998 et 2014, le nombre de salariés en crèche a progressé de 65 %, dû notamment à une augmentation significative du nombre de crèches dans le pays. L'introduction de l'Elternzeit permet à un des deux parents de rester à la maison pour s'occuper des enfants pendant une période déterminée en conservant une partie de son revenu.
Concilier vie professionnelle et familiale est devenu plus facile en Allemagne.

## Immigration et intégration

### Immigration: un moyen d'inflexion de tendance
Après la Seconde Guerre mondiale, l'Allemagne est devenue statistiquement un pays d'immigration. Depuis 1945, c'est le pays qui en Europe a accueilli le plus d'étrangers. Le 30 octobre 1961, l'Allemagne signa un accord de recrutement de main d'œuvre avec la Turquie, auparavant d'autres accords bilatéraux furent signés, avec l'Italie en 1955, et en 1960 avec l'Espagne et la Grèce. Beaucoup de ces « travailleurs invités » (Gastarbeiter) contribuèrent au miracle économique allemand. En 1973, et les années suivantes, le pays autorisa le regroupement familial notamment pour les turcs. Désormais, au-delà du besoin de main d'œuvre, l'immigration permet à l'Allemagne d'éviter un dépeuplement important tout en atténuant le vieillissement de la population.
Malgré la chute de la natalité, le solde migratoire a permis à la population allemande de continuer à progresser. Durant les années 1990, l'immigration a été élevée grâce notamment à l'arrivée de 3 millions d'aussielder, 203 000 en 1988, 400 000 en 1990, 231 000 en 1992, encore 100 000 en 1999, leur nombre d'arrivées n'était plus que de 36 000 en 2005 et de 4 000 en 2008.
Il y a eu ensuite une très forte immigration pendant la décennie 2010. Les années 2010 sont la période où la République Fédérale aura connu la plus importante arrivée d'immigrés, avec plus de 5 millions d'étrangers résidants supplémentaires sur cette période.
Une vague venue tout d'abord d'Europe centrale et de l'Est (Pologne, République tchèque, Hongrie, Slovaquie, Slovénie, Lettonie, Lituanie, Estonie) et d'Europe du Sud (Espagne, Italie, Grèce, Portugal). Les réfugiés du Moyen-Orient ont aussi augmenté le contingent d'immigrés. 
L'immigration intra-communautaire européenne, malgré la libre circulation des personnes, ne semble pas être considérée comme une solution viable, la plupart des pays membres de l'UE subissant eux aussi un vieillissement et un déclin démographique,. Le nombre potentiel d'immigrés originaire de cette zone géographique va donc certainement fortement se tarir dans le futur, c'est d'ailleurs le cas des Polonais qui en 2000 représentait une immigration nette de + 13 703 personnes avant de croitre fortement, + 50 681 en 2005 et + 62 917 en 2015, puis de fortement diminuer ensuite en 2020 à seulement + 6 941. Les Roumains, dont l'immigration nette était faible en 2000 à seulement + 7 427, ont connu ensuite une forte augmentation pour atteindre + 25 717 en 2010 et + 86 274 en 2015, avant de se tarir de nouveau pour descendre en 2020 à + 37 022.
| Pays        | 2000     | 2005     | 2010      | 2015        | 2020      |
| ----------- | -------- | -------- | --------- | ----------- | --------- |
| En tout     | + 86 455 | + 95 717 | + 153 925 | + 1 156 962 | + 248 607 |
| Pologne     | + 13 703 | + 50 681 | + 20 923  | + 62 917    | + 6 941   |
| Roumanie    | + 7 427  | + 25 717 | + 25 621  | + 86 274    | + 37 022  |
| Bulgarie    | + 3 669  | + 147    | + 15 573  | + 37 828    | + 23 010  |
| Croatie     | + 1 082  | - 1 755  | - 909     | + 36 767    | + 8 199   |
| Hongrie     | + 1 817  | + 3 071  | + 8 795   | + 18 377    | - 694     |
| Russie      | + 20 687 | + 10 474 | + 4 384   | + 10 964    | + 3 637   |
| Turquie     | + 10 084 | + 2 949  | - 4 347   | + 4 162     | + 9 484   |
| Afghanistan | + 4 024  | - 76     | + 5 876   | + 89 773    | + 8 628   |
| Syrie       | + 3 262  | + 1 036  | + 2 195   | + 316 313   | + 18 161  |
| Irak        | + 9 249  | - 989    | + 5 834   | + 66 960    | + 6 931   |

### Population issue de l'immigration
En 2020, 21,9 millions de personnes étaient issus de l'immigration.
Ce sont les personnes d'origine turque qui constituent le plus gros contingents de personnes d'origines immigrés, leur nombre est estimé à plus de 3 millions. 
L'institut fédéral de statistique, Statistisches Bundesamt, définit les personnes issues de l'immigration comme toute personne ayant immigré après 1949 dans le territoire de l'actuelle République fédérale, ainsi que les personnes nées étrangères en Allemagne et les personnes nées allemandes en Allemagne dont au moins un parent a immigré en Allemagne ou est né étranger en Allemagne.
En Allemagne, c'est le concept de « Migrationshintergrund » qui prévaut dans les statistiques. La population est ainsi, en quelque sorte, comptabilisée entre population de « pure souche allemande » et population mélangée et d'origine étrangère.
Cependant, dans cette population issue des flux migratoires, il faut noter que les gens issus du rapatriement des populations allemandes installées depuis des générations en Europe de l'Est et en particulier en Russie sont comptabilisés dans la population « issue des flux migratoires », avec Migrationshintergrund. Le nombre de ces 
« Aussiedler » ou « Spätaussiedler » s'élèverait à au moins 3,3 millions de personnes. Les Allemands de Russie (Russlanddeutsche) forment la grande majorité de ce groupe. Cette population est venue en Russie, appelée par Catherine de Russie pour développer les terres de la Volga et d'Ukraine. Cette minorité ethnique, à laquelle les tsars avaient accordé la liberté de culte et d'autres privilèges, en particulier financiers, s'intégra peu et se mélangea encore moins à la population russe. Persécutés sous Staline, déportés vers l'Asie centrale et la Sibérie par myriades en 1941, ces « Allemands de Russie » se sont précipités en grand nombre vers leur lointaine mère patrie dans les années 1990, dès la chute du rideau de fer.
| Pays d'origine | Hommes | Femmes | En tout |
| -------------- | ------ | ------ | ------- |
| Turquie        | 1 401  | 1 368  | 2 768   |
| Pologne        | 988    | 1 081  | 2 070   |
| Non spécifié   | 901    | 830    | 1 731   |
| Russie         | 558    | 669    | 1 227   |
| Kazakhstan     | 553    | 582    | 1 135   |
| Syrie          | 603    | 419    | 1 022   |
| Roumanie       | 477    | 482    | 958     |
| Italie         | 523    | 393    | 916     |
| Kosovo         | 235    | 210    | 445     |
| Serbie         | 175    | 178    | 352     |

#### La population musulmane en Allemagne
Fin 2020, l'Allemagne comptait environ 5,5 millions de musulmans, soit 6,5 % de la population nationale. 1,5 million sont originaires de pays arabophones, 19 % du Moyen-Orient et 8 % d'Afrique du Nord. 47 % des personnes de cette confession sont de nationalité allemande.

### Naturalisation des étrangers
Le 1er janvier 2000 un nouveau code de la nationalité est entré en vigueur, il donne notamment la possibilité d'obtenir la nationalité allemande au bout de 8 ans de présence dans la République fédérale incluant aussi d'autres conditions.
| Année | Naturalisations en milliers |
| ----- | --------------------------- |
| 2000  | 186,7                       |
| 2005  | 117,2                       |
| 2010  | 101,6                       |
| 2015  | 107,2                       |
| 2020  | 109.9                       |

|             | 2000    | 2005    | 2010    | 2015    | 2020    | 2021    | 2022    |
| ----------- | ------- | ------- | ------- | ------- | ------- | ------- | ------- |
| Total       | 186 672 | 117 241 | 101 570 | 107 317 | 111 170 | 129 990 | 166 640 |
| Syrie       | 1 609   | 1 060   | 1 401   | 2 028   | 6 700   | 19 100  | 48 385  |
| Turquie     | 82 861  | 32 659  | 26 192  | 19 707  | 11 630  | 12 235  | 14 260  |
| Roumanie    | 2 008   | 1 789   | 2 523   | 3 027   | 5 940   | 6 940   | 7 000   |
| Irak        |         |         |         |         | 4 770   | 4 425   | 6 815   |
| Ukraine     |         |         |         |         | 2 530   | 2 285   | 6 415   |
| Pologne     | 1 604   | 6 894   | 3 789   | 5 984   | 5 025   | 5 475   | 5 540   |
| Iran        | 14 410  | 4 482   | 3 046   | 2 535   | 3 965   | 4 020   | 4 790   |
| Russie      | 4 583   | 5 053   | 2 753   | 4 539   | 3 710   | 5 040   | 4 710   |
| Italie      | 1 036   | 1 630   | 1 305   | 3 408   | 4 065   | 5 025   | 4 495   |
| Afghanistan |         |         |         |         | 2 880   | 3 175   | 4 205   |
| Kosovo      |         |         |         |         | 3 440   | 3 300   | 3 620   |
| Grèce       | 1 413   | 1 349   | 1 450   | 3 058   | 2 645   | 3 210   | 2 970   |
| Kazakhstan  |         |         |         |         | 2 350   | 3 000   | 2 825   |
| Inde        |         |         |         |         | 2 235   | 2 515   | 2 780   |
| Apatrides   |         |         |         |         | 795     | 1 360   | 2 585   |
| Bulgarie    |         |         |         |         | 2 055   | 2 270   | 2 145   |
| Maroc       |         |         |         |         | 2 325   | 2 050   | 2 115   |
| Pakistan    |         |         |         |         | 1 965   | 2 175   | 1 980   |
| Hongrie     |         |         |         |         | 1 380   | 1 835   | 1 915   |
| Serbie      |         |         |         |         | 2 765   | 2 230   | 1 715   |
| Croatie     | 3 316   | 1 287   | 689     | 3 328   | 1 805   | 1 680   | 1 660   |
| Espagne     | 190     | 85      | 330     | 762     | 1 195   | 1 620   | 1 585   |
| Tunisie     |         |         |         |         | 1 140   | 1 285   | 1 425   |
| Égypte      |         |         |         |         | 980     | 1 330   | 1 330   |
| Inconnus    |         |         |         |         | 540     | 760     | 1 170   |
| Viêt Nam    |         |         |         |         | 1 845   | 1 490   | 1 125   |
| Brésil      |         |         |         |         | 1 160   | 1 145   | 1 095   |
| Nigeria     |         |         |         |         | 990     | 1 100   | 1 055   |
| Liban       |         |         |         |         | 1 130   | 1 050   | 1 045   |

## Débats et controverses sur la démographie allemande
Thilo Sarrazin est un économiste et historien de l'économie, membre du parti politique SPD, qui a écrit un essai en 2010 traitant de la démographie allemande. Cette œuvre ayant pour titre L'Allemagne disparaît (Deutschland schafft sich ab) s'est vendue à plus de deux millions d'exemplaires outre-Rhin. Selon l'auteur, la baisse de la population allemande, couplée à un fort vieillissement, conduit inexorablement son pays au déclin. L'immigration musulmane qu'il juge majoritaire dans le pays est pour lui un danger pour la nation allemande et son style de vie. À la suite de la parution de son livre, il a démissionné du SPD. Thilo Sarrazin élabore une théorie notamment « sur l'hérédité de l'intelligence », il met en corrélation la baisse de la population germanique « de souche » et le recul de l'Allemagne dans le classement PISA « Programme international pour le suivi des acquis des élèves » qui calcule le niveau de performance des élèves dans chaque pays. À la basse fécondité générale allemande, s'ajoute un effondrement plus prononcé chez les classes sociales les plus éduqués, qui conduirait le pays selon lui vers un déclin inévitable dans la recherche, l'éducation, et la compétitivité.
Emmanuel Todd, anthropologue, essayiste et démographe français, compare la démographie de l'Allemagne et du Japon, en soulignant que l'archipel nippon, qui rencontre un problème de natalité similaire, a fait le choix du déclin en acceptant de voir sa population vieillir et décliner ; à l'inverse les élites allemandes ont décidé de se battre contre ce phénomène et, selon lui, l'Allemagne va largement dépasser la France en nombre d'immigrés sur son territoire dans l'avenir. Il pense également que les dirigeants germaniques ont laissé se développer l'austérité en Europe du Sud pour pouvoir mieux attirer une immigration choisie. Son analyse est que la France n'a pas compris qu'elle n'est plus un pays d'immigration et que l'Allemagne qui l'a déjà dépassée va continuer à accroître cette différence. Selon sa réflexion, l'idée française selon laquelle l'Allemagne voudrait se racheter de son passé Nazi en ouvrant ses portes aux demandeurs d'asile n'a rien à voir avec la réalité du pays d'aujourd'hui, qui cherche simplement à équilibrer sa démographie et recherche de la force de travail. Il reste réservé sur la capacité de la société allemande à accueillir des centaines de milliers de réfugiés musulmans. Selon lui, elle sera confrontée à l'avenir avec des problèmes associés aux différences de structures familiales de ces nouveaux arrivants, ce qui souligne certaines difficultés que la république fédérale a rencontré dans le passé pour intégrer les Turcs.

### Filmographie sur l'immigration
- Almanya - Bienvenue en Allemagne (Almanya – Willkommen in Deutschland), sorti en 2011 et réalisé par Yasemin Şamdereli, est une production cinématographique retraçant l'histoire d'une famille turque qui a émigré en Allemagne dans les années 1970.